# Tracé en plan (route)
Le tracé en plan d'une route est, avec le profil en travers et le profil en long, un des trois éléments qui permettent de caractériser la géométrie d’une route. Il est constitué par la projection horizontale sur un repère cartésien topographique de l’ensemble des points définissant le tracé de la route.

## Éléments du tracé en plan
La disposition générale du tracé est dans ses grandes lignes déterminée par un ensemble de contraintes identifiées dans le cadre des études préalables et relevant des domaines de l’environnement, de la topographie, de la géologie ou de l’habitat croisées avec les fonctionnalités attendues de la voie (localités à desservir, points de passage obligés pour le tracé, etc).
Le tracé en plan est profondément marqué par l'influence de la dynamique des véhicules : leur stabilité n'est acquise qu'à condition de respecter les lois liant vitesse du véhicule, rayon de courbure du tracé en plan et dévers de chaussée (comprenant l'effet des forces centrifuges). Il faut tenir compte également de l'influence des facteurs physiologiques intervenant lors de la conduite et éventuellement des problèmes de visibilité (il faut rendre visible une certaine longueur de trajet pour pouvoir conduire).
Le tracé en plan comporte :
- des alignements droits
- des arcs de cercle
- des arcs de courbe à courbure progressive : essentiellement des arcs de clothoïde.

## Les alignements droits
Les alignements droits sont, en premier, définis par la disposition générale du tracé et serviront généralement de bases à la détermination des autres éléments (cercles, clothoïdes).
Ils serviront éventuellement de raccordement entre 2 cercles. Pour des raisons de sécurité, et en particulier éviter la monotonie source d'accidents et l'éblouissement par les phares la nuit, il est recommandé d’alterner alignements droits et courbes circulaires : 40 à 60 % d'alignements droits, et on limite à 30 % les courbes à courbure progressive telles que les clothoïdes. Bien entendu les contraintes du projet peuvent de fait contraindre à des ratios différents.
Leur longueur doit être limitée, si possible inférieure à 1 000 m.

## Les arcs de cercle
Ils peuvent correspondre d'emblée à une certaine portion du tracé. Ils servent également éventuellement en association avec des arcs de clothoïde à relier deux alignements droits.

Pour des raisons de cinématique et de confort des passagers des véhicules, le rayon R d'un cercle doit satisfaire à une relation liant R à V et δ. 
où V est la vitesse pratiquée par le véhicule, δ le dévers de la chaussée, f(V) une fonction de V qui tient compte de l'absorption d'une partie de la force centrifuge par les suspensions du véhicule.
C'est le dévers δ qui est d'abord déterminant : il est choisi pour des raisons de confort, d'esthétique ou d'écoulement d'eau. Puis la vitesse intervient car on veut assurer la possibilité d'atteindre certaines vitesses suivant les zones du tracé. Le rayon des cercles se trouvera ainsi déterminé par la relation précédente, ainsi :
- Aux points singuliers le dévers prend sa valeur maximale absolue δM on peut y circuler à la vitesse Vr. Le rayon du cercle est le rayon minimal absolu RHm,
- Pour l'ensemble du tracé en dehors des zones correspondant aux points singuliers, le dévers ne peut atteindre que sa valeur normale, on peut y circuler à la vitesse V = Vr + 20 Le rayon du cercle est le rayon minimal normal RHn,
- Pour assurer l'évacuation rapide de l'eau de la surface de la chaussée le dévers de la chaussée est au minimum de 2,5 % (béton bitumineux) ou 2 % (béton hydraulique). Le rayon des cercles où ce dévers doit exister doit être au moins égal au « rayon ; au dévers minimal RH ».
- Si de plus la chaussée, est « non déversée » (dévers inverse de celui nécessité par l'effet des forces centrifuges considérées dans ce cas comme négligeables dans le cas des chaussées situées côté extérieur de la courbe de façon à évacuer les eaux directement à l'extérieur de la plateforme), le rayon du cercle doit être au moins égal au rayon « non déversé » RH'.

En France, on retiendra comme valeurs limites des rayons :
| Catégorie de route | R60   | T80 et R80 | T100    |
| ------------------ | ----- | ---------- | ------- |
| Rayon minimal      | 120 m | 240 m      | 425 m   |
| Rayon non déversé  | 600 m | 900 m      | 1 300 m |

## Les arcs de clothoïde
Leurs domaines d’utilisation sont les suivants :
- Ils peuvent constituer d'emblée une partie du tracé.
- Ils servent de raccordement entre deux alignements droits, entre deux cercles, entre cercle et alignements droits,
- Ils sont utilisés pour toutes les zones où le dévers doit varier.

Quelques compositions de courbes sont fréquentes :
- Courbe en S : formées de deux arcs de clothoïde, de concavités opposées raccordant 2 cercles.
- Courbe à sommet : Deux arcs de clothoïde de même concavité raccordant 2 alignements droits.
- Courbe en C : Deux arcs de clothoïde de même concavité raccordant deux cercles sécants ou extérieurs l'un à l'autre.
- Courbe en ove : Un arc de clothoïde de même concavité raccordant deux arcs de cercles, l'un intérieur à l'autre.

Si ces trois dernières configurations se rencontrent régulièrement sur le réseau de rase-campagne existant, elles sont à proscrire en aménagement neuf.
Dans les images ci-dessous, R représente un cercle de rayon R, et C une clothoïde.

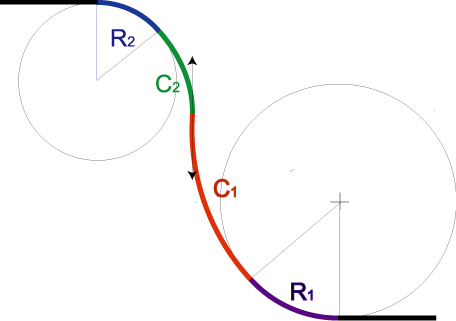
Courbe en S
Courbe à sommet
Courbe en C
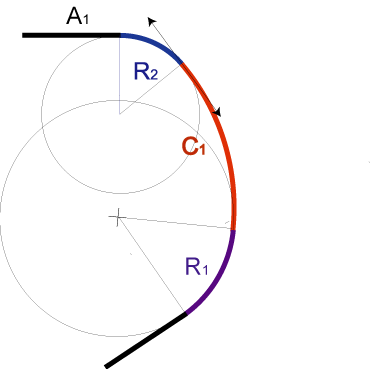
Courbe en ove

Pour plus d'information sur la fonction mathématique correspondant à ce raccordement progressif, se reporter à Clothoïde.

## Raccordement entre éléments de tracés

### Raccordement entre alignements droits
Les alignements droits sont raccordés entre eux par des arcs de cercle, éventuellement associés à des arcs de clothoïde, ou par des arcs de clothoïde seuls.
Le rayon de courbure de l'arc de clothoïde variant avec la longueur d'arc décrit, il peut diminuer jusqu'à atteindre des valeurs nécessitant une variation de dévers : la longueur d'arc de clothoïde doit alors être telle que la variation de dévers ne varie pas plus de 2 % par seconde (si on décrit l'arc à la vitesse de référence).

### Raccordement entre cercle et alignement droit
Tous les cercles de rayon inférieur à RH' (correspondant aux chaussées "non déversées") sont munis d'arcs de courbe à courbure progressive (clothoïdes) qui font la transition entre arc de cercle à rayon de courbure fini et alignement droit à rayon de courbure infini (confort dynamique et optique). On peut également munir les cercles de plus grands rayons que RH', d'arcs de clothoïde.
La longueur L minimale du raccordement progressif doit permettre une variation de dévers de 2 % par seconde : elle dépend à la fois de la vitesse de référence et du rayon du cercle.
Tous les cercles de rayon égal ou supérieur à RH' peuvent être raccordés directement à un alignement droit s'il n'entraînent pas de variation de dévers.
En extrémité d’alignements droits importants (plus de 1 km) et quelle que soit la catégorie, il est recommandé, en tracé neuf, d’éviter des courbes de rayon inférieur à 300 m.
En extrémités d’alignements plus courts (de 500 m à 1 km) on évitera des courbes de rayon inférieur à 300 m.

### Raccordement entre cercles et cercles
Il doit y avoir entre deux cercles obligatoirement un alignement droit ou un arc de clothoïde :
- Pour employer un alignement droit, il faut que sa longueur soit au moins égale au trajet défini par un parcours de 5 secondes à la vitesse correspondant au plus grand rayon (qui permet la plus grande vitesse : raison de sécurité). Cette longueur dépend donc de la vitesse de référence et du rayon du cercle.

Si les cercles sont déjà munis de raccordements faits d'arcs de clothoïde satisfaisant à la condition de variation de dévers, la longueur la à prendre en compte, est celle correspondant à la distance (trajet) séparant les 2 arcs de clothoïde.
- Sinon, il faut prendre un ou 2 arcs de clothoïde (courbe en C ou en ove) dont la longueur L doit satisfaire aux conditions de variation de dévers).

À noter que des problèmes de visibilité peuvent conduire à prendre des cercles de plus grands rayons que ceux imposés par les problèmes de dynamique précédemment évoqués.

## Aménagements particuliers du tracé en plan
On distinguera :
- Les aménagements pour raison de visibilité,
- Les créneaux de dépassements ,
- Les élargissements pour les véhicules lents en rampe.

## Sources
- "Aménagement des Routes Principales" - Recommandations pour la conception et la géométrie de la route - SETRA - 1994,
- Comprendre les principaux paramètres de conception géométrique des routes » - Sétra – janvier 2006.